# Alex Essoe
Alexandra Essoe (* 9. März 1992 in Dhahran, Saudi-Arabien) ist eine kanadische Filmschauspielerin.

## Leben
Alex Essoe wurde in Saudi-Arabien als Kind kanadischer Eltern geboren. Sie kam mit 12 Jahren mit ihren Eltern nach Kanada. Sie wurde von ihrer Mutter geprägt, die Theater-Schauspielerin war. Mit 16 Jahren hatte Alexandra ihren ersten Einsatz in einer Fernsehserie. Sie spielt hauptsächlich in Horrorfilmen und -Serien. So war sie 2014 die Hauptrolle in Starry Eyes. 2020 spielte sie als „Charlotte Wingrave“ in der Serie Spuk in Bly Manor sowie 2021 als „Mildred Gunning“ in der Miniserie Midnight Mass. 2023 verkörperte sie „Julia“ in The Pope’s Exorcist.

## Filmografie (Auswahl)
- 2014: Starry Eyes
- 2017: Midnighters
- 2017: The Super
- 2019: Doctor Sleeps Erwachen (Doctor Sleep)
- 2019: The Edge of Sleep (Fernsehserie, 8 Folgen)
- 2020: Spuk in Bly Manor (The Haunting of Bly Manor, Fernsehserie, 4 Folgen)
- 2020: Death of Me
- 2021: Midnight Mass (Miniserie, 7 Folgen)
- 2023: Trim Season
- 2023: The Pope’s Exorcist
- 2023: The Last Stop in Yuma County